# Renato Bosatta

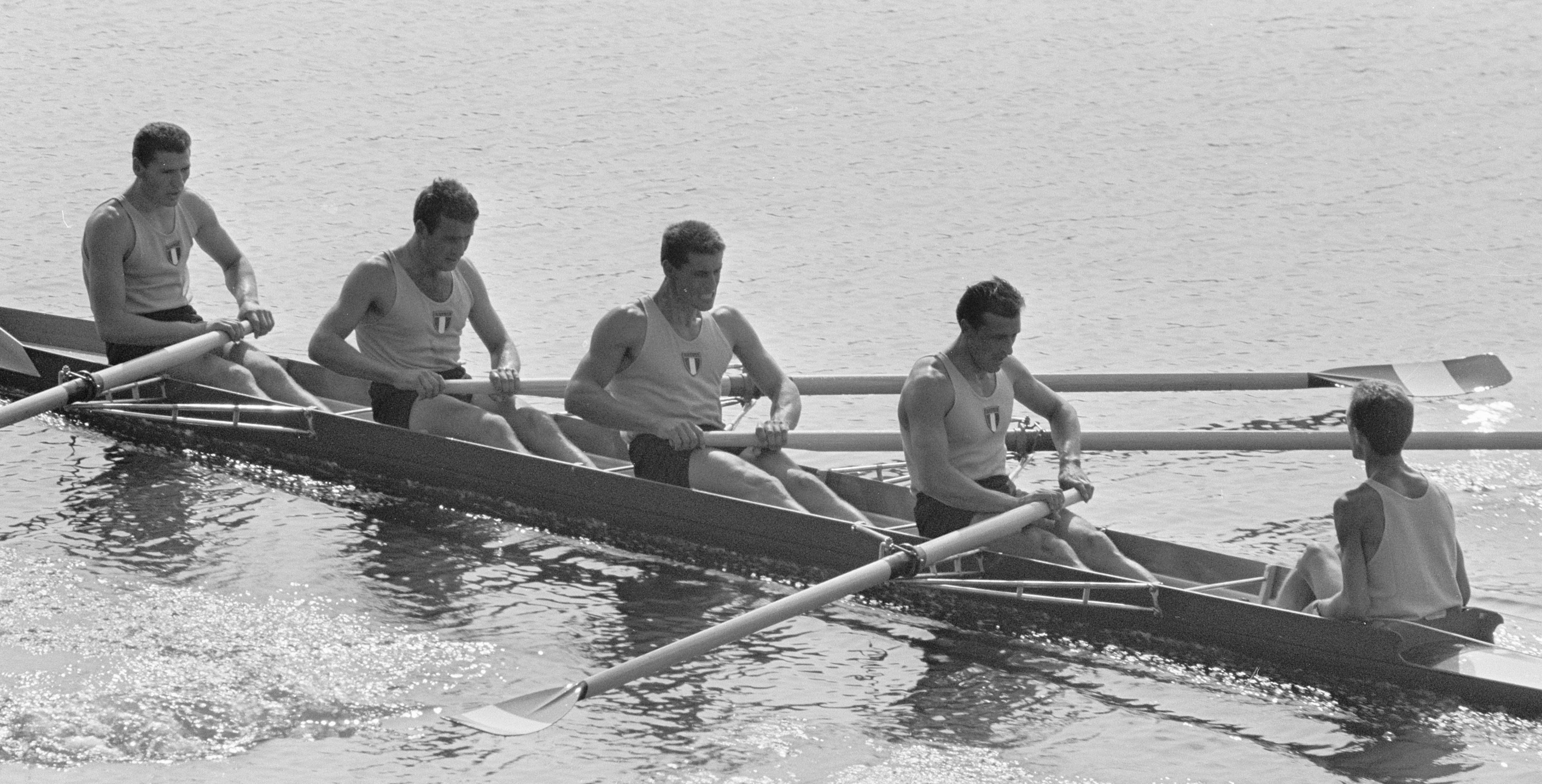
Der italienische Vierer mit Steuermann bei den Europameisterschaften 1964, Bosatta ist der Zweite von rechts.

Renato Bosatta (* 11. Februar 1938 in Pianello del Lario) ist ein ehemaliger italienischer Ruderer, der drei olympische Medaillen gewann.
Der 1,80 m große Renato Bosatta ruderte bei den Olympischen Spielen 1960 auf dem Albaner See zusammen mit Tullio Baraglia, Giancarlo Crosta und Giuseppe Galante in der Bootsklasse Vierer ohne Steuermann. Sie unterlagen im Vorlauf gegen das sowjetische Boot und qualifizierten sich über den Hoffnungslauf für das Finale. Dort gewann der Vierer aus den Vereinigten Staaten mit zweieinhalb Sekunden Vorsprung vor den Italienern, die ihrerseits eine knappe Sekunde vor dem sowjetischen Boot über die Ziellinie fuhren. 1961 trafen der sowjetische und der italienische Vierer in der gleichen Besetzung wie 1960 im Finale der Europameisterschaften erneut aufeinander, die Italiener gewannen die Goldmedaille vor dem Boot aus der Sowjetunion und dem Boot aus der Bundesrepublik Deutschland.
Bei den Europameisterschaften 1964 ruderten Franco De Pedrina, Giuseppe Galante, Emilio Trivini und Renato Bosatta mit dem Steuermann Giovanni Spinola im Vierer mit Steuermann, die Italiener erreichten den dritten Platz hinter den Booten aus der Sowjetunion und aus der Bundesrepublik Deutschland. Bei den Olympischen Spielen 1964 gewannen die drei Medaillengewinner der Europameisterschaften ihren Vorlauf. Im Finale siegte das bundesdeutsche Boot vor den Italienern und den Niederländern, die sowjetischen Europameister belegten hinter den Franzosen den fünften Platz.
Vier Jahre später gehörten Bosatta und Tullio Baraglia zum italienischen Aufgebot für die Olympischen Spiele 1968 in Mexiko. Zusammen mit Pier Angelo Conti-Manzini und Abramo Albini im Vierer ohne Steuermann unterlagen sie im Vorlauf gegen die Ungarn und qualifizierten sich über den Hoffnungslauf für das Finale. Dort gewann das Boot aus der DDR vor den Ungarn, zweieinhalb Sekunden hinter den Ungarn erhielten die Italiener die Bronzemedaille.